# WTA Poland Open
WTA Польща Open - тенісний турнір туру WTA, який проводиться 3 2021 року в Польщі. Належить до категорії WTA 250. Перший турнір відбувся в Гдині, наступні — у Варшаві.

## Фінали

### Одиночний розряд
| Рік  | Чемпіонка        | Фіналістка      | Рахунок       |
| ---- | ---------------- | --------------- | ------------- |
| 2021 | Марина Заневська | Крістіна Кучова | 6–4, 7–6(7–3) |
| 2022 | Каролін Гарсія   | Ана Богдан      | 6–4, 6–1      |
| 2023 | Іга Свьонтек     | Лаура Зігемунд  | 6–0, 6–1      |

### Парний розряд
| Рік  | Чемпіонки                           | Фіналістки                          | Рахунок          |
| ---- | ----------------------------------- | ----------------------------------- | ---------------- |
| 2021 | Анна Даніліна Лідія Морозова        | Катерина Бондаренко Катажина Пітер  | 6–3, 6–2         |
| 2022 | Анна Даніліна (2) Анна-Лена Фрідзам | Катажина Кава Аліція Росольська     | 6–4, 5–7, [10–5] |
| 2023 | Гезер Вотсон Яніна Вікмаєр          | Вероніка Фальковська Катажина Пітер | 6–4, 6–4         |